# ZLM Tour
El ZLM Tour és una competició ciclista que es disputa des de 1996 pels Països Baixos al mes d'abril. Està reservada a ciclistes menors de 23 anys, i des del 2008 la cursa forma part de la Copa de les Nacions UCI sub-23.
De 2015 a 2016 es va disputar per etapes.

## Palmarès
| Any              | Vencedor              | Segon                | Tercer                    |
| ---------------- | --------------------- | -------------------- | ------------------------- |
| Cursa d'un dia   |                       |                      |                           |
| 1996             | Pascal Appeldoorn     | Jeoren Lenting       | Ton Slippens              |
| 1997             | Ronald van der Tang   | Michel Zanoli        | Tommy Post                |
| 1998             | Gerben Löwik          | Coen Boerman         | Karsten Kroon             |
| 1999             | Mark ter Schure       | Daniel van Elven     | Johan Nyman               |
| 2000             | Wesley Van Speybroeck | John Den Braber      | Roger Hammond             |
| 2001             | Peep Mikli            | Edwin Dunning        | Martijn Lust              |
| 2002             | Fabian Cancellara     | Geert Omloop         | Hans Dekkers              |
| 2003             | Angelo van Melis      | Edwin Dunning        | Jaaron Poad               |
| 2004             | Kenny van Hummel      | Marvin van der Pluim | Tom Veelers               |
| 2005             | Jos Pronk             | Thomas Berkhout      | Rick Flens                |
| 2006             | Klaas van Hage        | Joost van Leijen     | Stefan Huizinga           |
| 2007             | Ismaël Kip            | Arno van der Zwet    | Mike Alloo                |
| 2008             | Jacopo Guarnieri      | John Degenkolb       | Pierpaolo De Negri        |
| 2009             | Luke Rowe             | Vojtěch Hačecký      | John Degenkolb            |
| 2010             | Arman Kamyshev        | Pim Ligthart         | Blaž Jarc                 |
| 2011             | Luke Rowe             | Robin Stenuit        | Youcef Reguigui           |
| 2012             | Maxime Daniel         | Eduardo Sepúlveda    | Kenneth Vanbilsen         |
| 2013             | Yoeri Havik           | Mark Dzamastagic     | Kiril Yatsevich           |
| 2014             | Thomas Boudat         | Mads Würtz Schmidt   | Marc Sarreau              |
| Cursa per etapes |                       |                      |                           |
| 2015             | Søren Kragh Andersen  | Mads Pedersen        | Michael Carbel Svendgaard |
| 2016             | Amund Grondahl        | Markus Hoelgaard     | Tobias Foss               |
| Cursa d'un dia   |                       |                      |                           |
| 2017             | Christopher Lawless   | Jasper Philipsen     | Jérémy Lecroq             |
| 2018             | Matteo Moschetti      | Sasha Weemaes        | Max Kanter                |